# Шенин, Олег Семёнович
Оле́г Семёнович Ше́нин (22 июля 1937, п. Владимировская, Сталинградская область, РСФСР, СССР — 28 мая 2009, Москва, Россия) — советский партийный и государственный деятель, российский политик, член Политбюро, секретарь ЦК КПСС (1990—1991), председатель СКП-КПСС (1993—2001), Председатель КПСС (2004—2009).

## Биография
Родился 22 июля 1937 в селении пристань Владимировская Сталинградской области (ныне часть города Ахтубинска Астраханской области России), в семье Семёна Сидоровича и Ангелины Николаевны Шениных.
В 1955 году окончил строительное отделение Красноярского горного техникума, а в 1976 году заочно закончил Томский инженерно-строительный институт. В 1986 году получил высшее партийное образование, закончил АОН при ЦК КПСС. Член КПСС с 1962 года.
В 1955—1958 годах работал техником-десятником, мастером-строителем, прорабом.
В 1958 году на строительном участке по его вине погибло двое рабочих. Был осужден на полтора года лишения свободы за нарушение правил техники безопасности. Освобожден досрочно после отбывания 9,5 месяцев назначенного судом наказания.
В 1959—1964 годах  техником-десятник в тресте "Главкрасноярскстрой" Министерства тяжелого машиностроения СССР, начальник производственно-технического отдела, главный инженер, начальник строительного управления в тресте "Красноярскмашинстрой",  начальником строительного управления "Игарстрой".
В 1964—1971 годах — начальник строительного управления, в 1971—1974 годах — управляющий трестом «Ачинскалюминстрой».
В 1974—1977 годах — первый секретарь Ачинского горкома КПСС.
В 1977—1980 и в 1982—1983 годах — второй секретарь Хакасского обкома КПСС.
В 1980—1982 годах — в Афганистане, зональный советник в провинциях Нангархар, Лагман и Кунар.
В 1983—1985 годах — секретарь Красноярского крайкома КПСС.
В 1985—1987 годах — первый секретарь Хакасского обкома КПСС.
В 1986 году окончил Академию общественных наук при ЦК КПСС.
В 1987—1990 годах — первый секретарь Красноярского крайкома КПСС, одновременно в 1990—1991 годах — председатель Красноярского краевого Совета народных депутатов.
В 1989—1990 годах — член Российского бюро ЦК КПСС.
В 1989—1992 годах — народный депутат СССР от Канского территориального избирательного округа Красноярского края.
В 1990—1991 годах — секретарь ЦК и член Политбюро ЦК КПСС (курировал организационно-партийную работу и фактически являлся «третьим человеком в КПСС», после Горбачёва и Ивашко).
В апреле 1991 года Шенин сделал доклад на партийной конференции центрального аппарата КГБ СССР: «Если посмотреть, как у нас внешние сионистские центры и сионистские центры Советского Союза сейчас мощно поддерживают некоторые категории и некоторые политические силы, если бы можно было показать и обнародовать, то многие начали бы понимать, кто такой Борис Николаевич и иже с ним… Я без введения режима чрезвычайного положения не вижу нашего дальнейшего развития, не вижу возможностей политической стабилизации и стабилизации экономики».
21 мая 1991 года О. С. Шенин, на фоне катастрофического положения в экономике страны, в первую очередь с продовольствием (на 21 мая 1991 года остаток муки в целом по СССР — 1,5 миллиона тонн, или 15 дней обеспечения страны) направляет Генеральному секретарю ЦК КПСС М. Горбачёву записку, в которой требует выделить 81,5 млн рублей в свободно-конвертируемой валюте для закупки оборудования и материалов для партийных полиграфических предприятий, 17 млн рублей инвалюты на приобретение печатного оборудования и оргтехники для ЦК КПСС и местных партийных органов, пишет о целесообразности срочного выделения ЦК КПСС и другим партийным органам 2,5 тысяч автомобилей. Это, по мнению Е. Гайдара, показывает отсутствие понимания происходящего в стране в высших кругах партийного руководства.
Во время событий 19-21 августа 1991 года поддержал ГКЧП. 18 августа 1991 года в составе группы из 4-х человек (Бакланов, Болдин, Варенников и Шенин) летал к Горбачёву в Форос.
19 декабря 1991 года был заочно признан виновным по ст. 88, ч. 2 УК Литовской ССР (попытка совершения госпереворота), в причастности к событиям в Вильнюсе в январе 1991 года. Статья предусматривает заключение до 15 лет или расстрел.
С марта 1993 по январь 2001 года — Председатель Совета СКП-КПСС, с 1993 по 2000 годы — член ЦИК КПРФ и ЦК КПРФ.
В время конституционного кризиса в октябре 1993 года поддержал Съезд народных депутатов и Верховный Совет РСФСР. Выступал с балкона Белого дома.
В 2000 году возглавил новосозданную Коммунистическую партию Союза Белоруссии и России (КПС), за что был исключён из ЦК КПРФ. В этом же году покинул КПРФ, обвинив её руководство в отступлении от идейных норм социализма.
В 2001 году СКП-КПСС раскололся, «шенинская часть» СКП-КПСС в 2004 году провёла «XXXIII съезд» и преобразовалась в КПСС. Однако, большинство республиканских компартий на постсоветском пространстве признали в качестве председателя Совета Союза компартий Геннадия Зюганова.
C февраля 2004 года до конца жизни позиционировал себя Председателем КПСС.
В 2006 году взял на вооружение лозунг Армии Воли Народа (АВН) об ответственности власти.
23 сентября 2006 года самопровозглашенный ЦК КПСС выдвинул Олега Шенина в качестве кандидата в Президенты РФ.
9 декабря 2007 года 535 граждан России зарегистрировали у нотариуса свою поддержку Олега Шенина как будущего Президента РФ. 19 декабря ЦИК отказала в регистрации на том основании, что Шенин не предоставил справку от работодателя. По словам самого Шенина, это являлось «идиотским предлогом», так как он к моменту подачи заявления уже давно был на пенсии.
Автор книги «Время бороться — время наступать». Был делегатом Национальной Ассамблеи Российской Федерации.
Скончался 28 мая 2009 года. Похоронен 1 июня того же года на Троекуровском кладбище в Москве, рядом с соратником, генералом армии Валентином Варенниковым. На гражданской панихиде выступили бывшие члены ГКЧП Олег Бакланов и Василий Стародубцев, чрезвычайные и полномочные послы КНДР и Социалистической Республики Вьетнам, представители политических и общественно-патриотических организаций России.
С 1985 года был женат на Тамаре Александровне Шениной. У них родились сын и две дочери.

## Подследственный по делу о ГКЧП
22 августа 1991 года Президиум Верховного Совета СССР дал согласие на привлечение к уголовной ответственности и арест Шенина. На следующий день был арестован и помещён в тюрьму «Матросская тишина». В тюрьме перенёс три операции. 30 октября 1992 года по состоянию здоровья был освобождён с изменением меры пресечения на подписку о невыезде.
На вопрос, действительно ли он состоял в заговоре против Михаила Горбачёва, Шенин ответил:
Да, признаю, что я состоял в заговоре с членами Коммунистической партии Советского Союза с момента моего вступления в её ряды с единственной целью — служить трудовому народу.
В книге «Красная дюжина. Крах СССР: они были против» описана запись программы «Пресс-клуб», во время которой Шенин с двумя обвиняемыми по делу ГКЧП вступил в конфликт с журналистами; утверждается, что именно в этом эфире впервые публично озвучено слово «журналюга» (из уст Александра Градского).
В феврале 1994 года амнистирован, но свою вину не признал.

## Награды и звания
- Орден Ленина[30][30];
- Орден Октябрьской Революции[30];
- Орден Трудового Красного Знамени[30];
- два ордена «Знак Почёта»[30];
- ордена государств — Демократической Республики Афганистан, Корейской Народно-Демократической Республики[30].

## Киновоплощения
- Актёр Сергей Кисса сыграл роль секретаря ЦК КПСС Олега Шенина в художественном фильме «Ельцин. Три дня в августе» (Россия, 2011 год).